# Aykut, Düzköy
Aykut là một thị trấn thuộc huyện Düzköy, tỉnh Trabzon, Thổ Nhĩ Kỳ. Dân số thời điểm năm 2011 là 1.079 người.